# Риисе, Родни
Родни Олав Риисе (норв. Rodney Olav Riise; 21 декабря 1942, Осло — 31 декабря 2009, Осло) — норвежский хоккеист, нападающий. Участник зимних Олимпийских игр 1968 года.

## Биография
Родни Риисе родился 21 декабря 1942 года в норвежском городе Осло.
Играл в хоккей с шайбой на позиции нападающего. В 1960—1973 годах выступал в чемпионате Норвегии за «Волеренгу» из Осло.
В 1961 году в составе сборной Норвегии стал победителем группы B чемпионата мира в Швейцарии. Играл на позиции центрального нападающего в третьей пятёрке с Трюгве Бергейдом и Пером Моэ, провёл 5 матчей, набрав 5 (2+3) очков. Обе шайбы забросил в матче против сборной Италии (7:1).
В 1968 году вошёл в состав сборной Норвегии по хоккею с шайбой на зимних Олимпийских играх в Гренобле, занявшей 11-е место. Играл на позиции нападающего, провёл 3 матча, очков не набрал.
Умер 31 декабря 2009 года в Осло.